# Luis Crato de Nassau-Saarbrücken
El conde Luis Crato de Nassau-Saarbrücken (en alemán: Ludwig Kraft, Graf von Nassau-Saarbrücken; 28 de marzo de 1663, Saarbrücken - 14 de febrero de 1713, Saarbrücken) fue un noble, soldado alemán y conde de Nassau-Saarbrücken.

## Vida
Era el hijo del conde Gustavo Adolfo de Nassau-Saarbrücken y de Clara Leonor, condesa de Hohenlohe-Neuenstein. Fue educado en Neuenstein con su tío, el conde Wolfgang Julio de Hohenlohe-Neuenstein, y más tarde en Tubinga. Su padre era en ese tiempo prisionero de guerra en Francia.
A la muerte de su padre en 1677, heredó los condados de Saarbrücken y Saarwerden. No pudo asumir la administración de sus territorios, porque estaban ocupados por los franceses. Fue probablemente la búsqueda de aventuras y la falta de oportunidades que le llevó a entrar en el servicio francés. Alcanzó el rango de teniente general ahí.
Durante su carrera fue distinguido por valentía, serenidad y agudeza militar. Tomó parte en el sitio y captura de Luxemburgo en 1684. Durante la Guerra de los Nueve Años sirvió en la Compañía de los Países Bajos en la Batalla de Fleurus (1690) (herido gravemente), el sitio de Namur, la Batalla de Steenkerke (1692), y la Batalla de Neerwinden (1693). El rey francés castigó esta breve temporada en el ejército holandés confiscando sus tierras. Después del Tratado de Ryswick en 1697, sus tierras le fueron devueltas y se convirtió en Regente. Durante la Guerra de sucesión española solo sirvió con un rol de consejero.
Fue considerado un buen gobernante, ya que pudo mantener a su país al margen de nuevas guerras. Organizó la administración de justicia y las finanzas del estado. Mostró benevolencia y reorganizó el sistema escolar.
A su muerte en 1713 fue sucedido en el gobierno por su hermano, Carlos Luis.

### Matrimonio e hijos
El 25 de abril de 1699 contrajo matrimonio con la Condesa Filipina Enriqueta de Hohenlohe-Langenburg (1679-1751), hija del Conde Enrique Federico de Hohenlohe-Langenburg.
- Eliza (1700-1712).
- Leonor Dorotea (1701-1702).
- Enriqueta (1702-1769).
- Carolina (1704-1774), casada con el Conde Palatino Cristián III del Palatinado-Zweibrücken-Birkenfeld.
- Luisa Enriqueta (6 de diciembre de 1705 - 28 de octubre de 1766), casada con el Príncipe Federico Carlos de Stolberg-Gedern (1693-1767).
- Leonor (1 de julio de 1707 - 15 de octubre de 1769) casada con el Conde Luis de Hohenlohe-Langenburg.
- Luis (1709-1710).
- Cristina (1711-1712).